# شيم بوتوك
شيم بوتوك (بالإنجليزية: Chaim Potok) (و. 1929 – 2002 م) هو كاتب مسرحي، وحاخام، ومترجم، وروائي، وكاتب، وكاتب سيناريو، ومترجم الكتاب المقدس ‏، وكاتب للأطفال أمريكي، ولد في بوفالو، نيويورك، توفي عن عمر يناهز 73 عاماً، بسبب سرطان الدماغ.

## التعليم
تعلم في جامعة بنسيلفانيا، وجامعة يشيفا.

## وصلات خارجية
- شيم بوتوك على موقع IMDb (الإنجليزية)
- شيم بوتوك على موقع الموسوعة البريطانية (الإنجليزية)
- شيم بوتوك على موقع إن إن دي بي (الإنجليزية)
- شيم بوتوك على موقع قاعدة بيانات الفيلم (الإنجليزية)
- شيم بوتوك في قاعدة بيانات الأفلام على الإنترنت